# Cerkiew św. Paraskewy w Novej Poliance
Cerkiew św. Paraskewy w Novej Poliance – drewniana greckokatolicka cerkiew filialna zbudowana w 1766 w Novej Poliance, zrekonstruowana w 1986 w skansenie w Svidníku.

## Historia
Cerkiew postawiono w miejscowości Nova Polianka w 1766. Uszkodzona podczas obu wojen światowych. Po remoncie służyła wiernym do 1960. W 1960 wykonano kompleksową dokumentację budowli i odtworzono ją w 1986 w skansenie w Svidníku. Po wyświęceniu w 1993, sporadycznie używana do kultu.

## Architektura i wyposażenie
To budowla drewniana (drewno jodłowe) konstrukcji zrębowej, trójdzielna. Prezbiterium mniejsze od nawy, zamknięte prostokątnie. Wieża słupowo-ramowa o pochyłych ścianach, nadbudowana nad babińcem. Wokół wieży obszerna zachata, przechodząca w nawie na daszek okapowy. Dachy prezbiterium i nawy namiotowe, łamane, kryte gontem, zwieńczone baniastymi hełmami, ze ślepymi latarniami i kutymi krzyżami.
Wewnątrz w strop płaski w babińcu, w nawie i prezbiterium kopuły namiotowe. Brak polichromii, która była w oryginalnej cerkwi. Czterorzędowy ikonostas z połowy XVIII w., pochodzi z dawnej drewnianej cerkwi w Pravrovicach. Pozostałe ikony pochodzą ze zbiorów muzeum w Svidníku i pochodzą z różnych okolicznych cerkwi. 

## Otoczenie
Wokół cerkwi ogrodzenie drewniane z gontowym daszkiem oraz mała dzwonnica drewniana, zbudowana na planie kwadratu, z gontowym dachem namiotowym, z ozdobnym krzyżem i dwoma dzwonami.

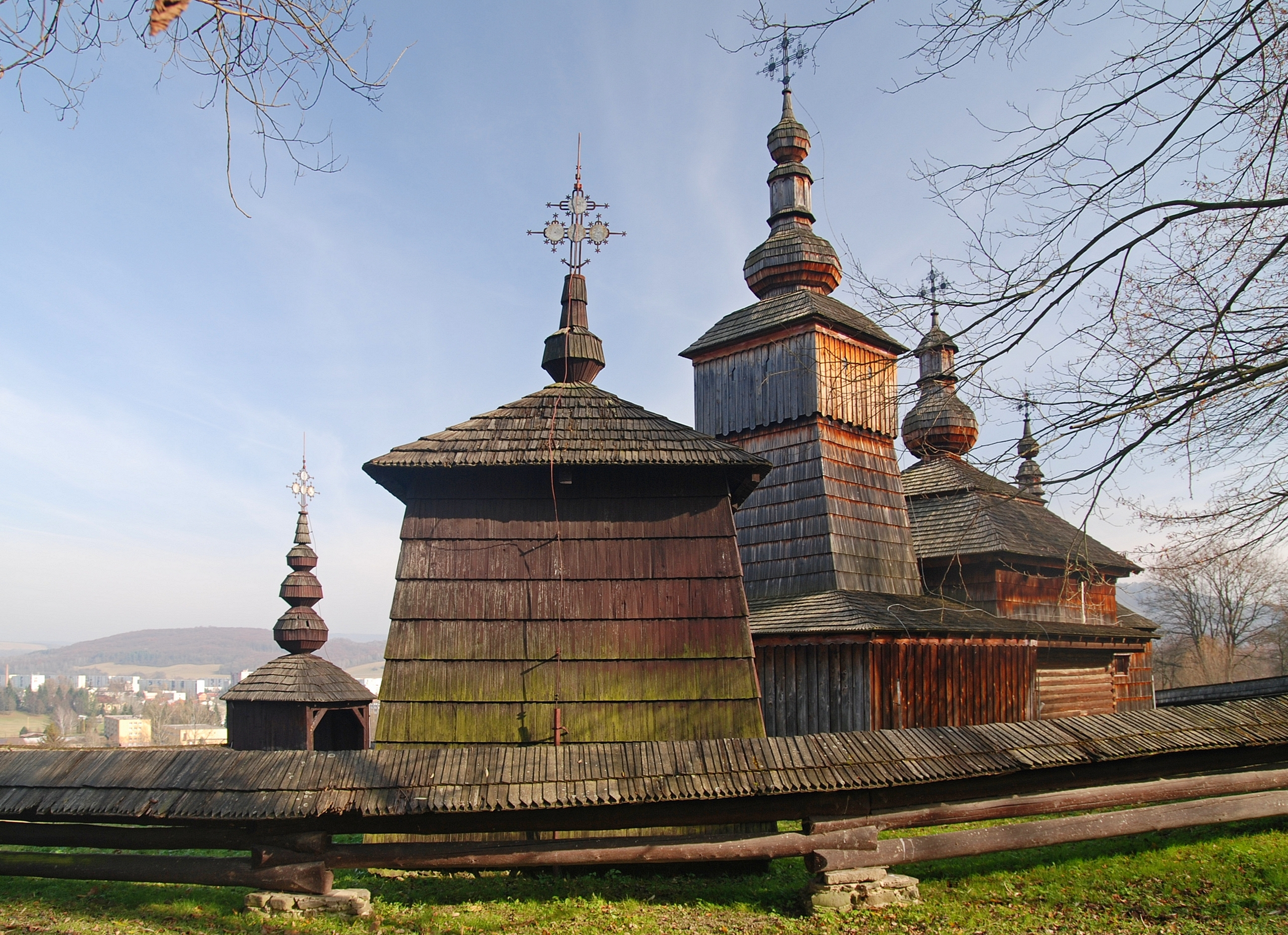
Elewacja zachodnia
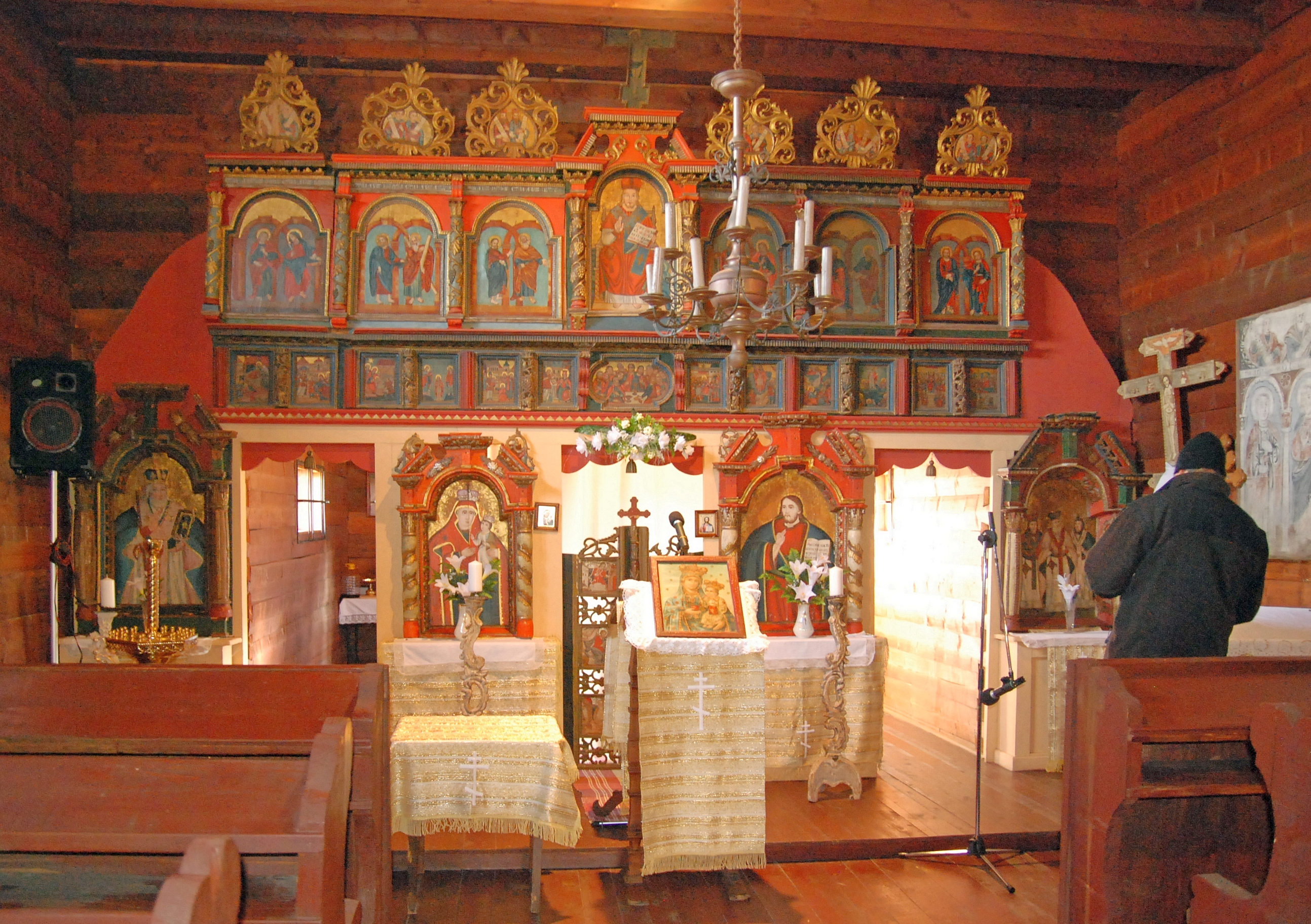
Wnętrze
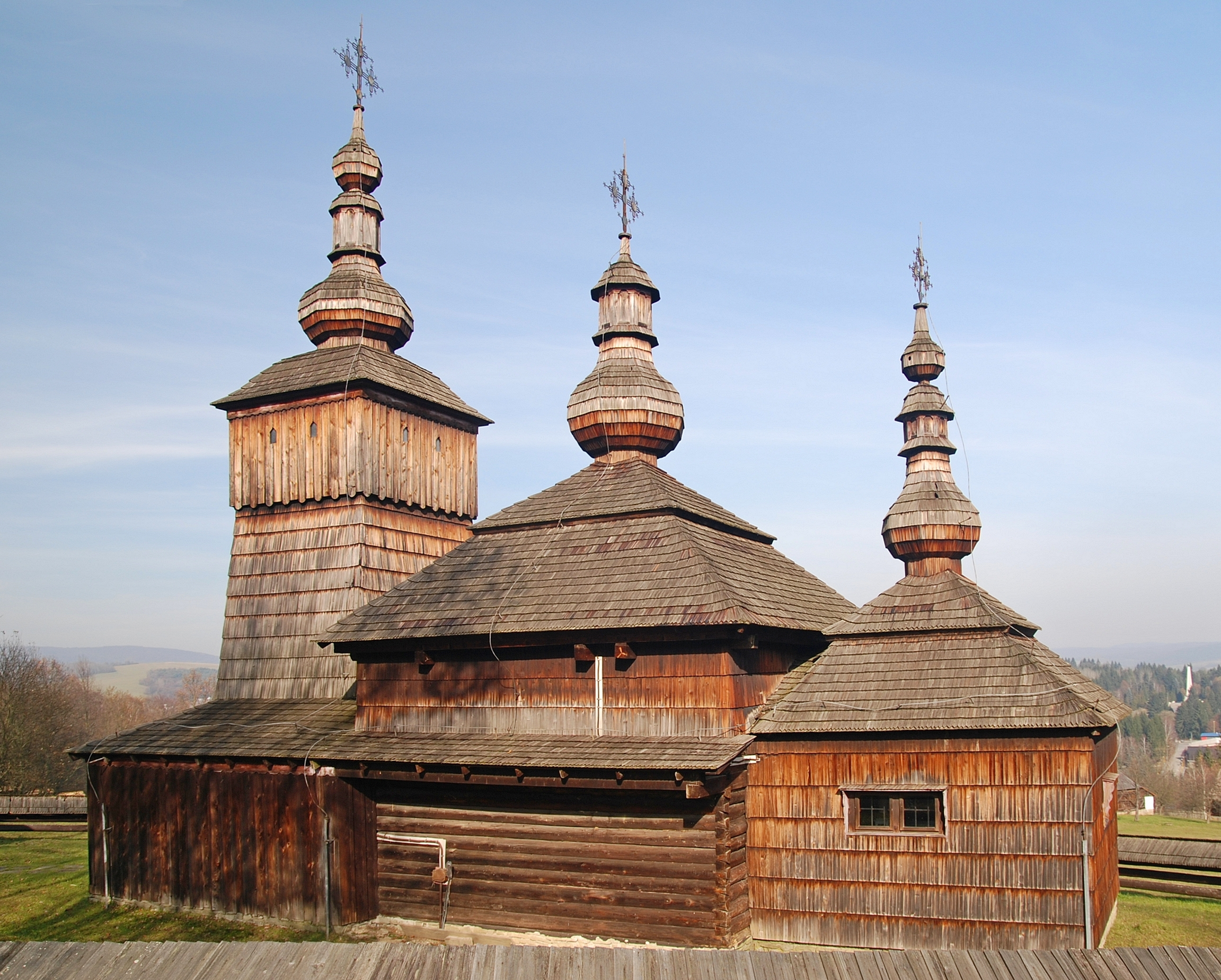
Elewacja południowa